# Richard Tuggle
Richard Tuggle, né le 8 août 1948 à Coral Gables, est un scénariste et réalisateur américain.
Spécialisé dans le thriller, Richard Tuggle n'a écrit ou réalisé que très peu de films, sur une décennie. Il a écrit aussi bien pour le cinéma que pour la télévision.

## Filmographie
En tant que scénariste
- 1979 : L'Évadé d'Alcatraz (Escape from Alcatraz) de Don Siegel, avec comme acteur principal Clint Eastwood.
- 1984 : La Corde raide (Tightrope), avec Clint Eastwood dans le rôle principal.
- 1990 : Les Contes de la crypte (Tales from the Crypt) - Saison 2.

En tant que réalisateur
- 1984 : La Corde raide (Tightrope).
- 1986 : Out of Bounds